# Obizzo I d'Este
Obizzo I d'Este, fill de Folco I d'Este, va regnar des de 1137 fins a finals del segle xii. Va entrar a la Lliga Lombarda, formada per Frederic Barba-roja i més tard va ser inclòs en el Tractat de Venècia entre la Lliga i l'Emperador.
El 1146, en morir l'últim de la dinastia dels Adelardi (Guglielmo II Adelardi), el domini de Ferrara va passar a Obizzo, que ho va rebre com a dot, en casar-se el seu fill Adalberto amb la filla de Guglielmo, "la Marchesella".
Després de la mort dels seus germans unifica tots els béns de la seva família. El 1182 va ser podestà de Pàdua.
El 1184, Frederic Barba-roja
li confereix el títol de marquès de Milà i Gènova. Va morir el 23 de desembre de 1193.